# 島棲浪花銀漢魚
島棲浪花銀漢魚，為輻鰭魚綱銀漢魚目擬銀漢魚科的其中一種，分布於中東太平洋美屬薩摩亞及皮特凱恩群島海域，為熱帶海水魚，體長可達4公分，棲息在激浪區的表層水域，生活習性不明。